# Corycaeus robustus
Corycaeus robustus är en kräftdjursart som beskrevs av Giesbrecht 1891. Corycaeus robustus ingår i släktet Corycaeus och familjen Corycaeidae. Inga underarter finns listade i Catalogue of Life.